# Đông Thụy Anh, Hưng Yên
Đông Thụy Anh là một xã ven biển thuộc tỉnh Hưng Yên, Việt Nam.

## Địa lý
Xã Đông Thụy Anh nằm ở phía nam của tỉnh Hưng Yên, có vị trí địa lý:
- Phía đông giáp biển Đông.
- Phía tây giáp xã Bắc Thụy Anh.
- Phía nam giáp xã Thái Thụy.
- Phía bắc giáp các xã Vĩnh Am, Chấn Hưng và Nguyễn Bỉnh Khiêm của thành phố Hải Phòng.

## Lịch sử
Ngày 16 tháng 6 năm 2025, Ủy ban Thường vụ Quốc hội ban hành Nghị quyết số 1666/NQ-UBTVQH15 về việc sắp xếp các đơn vị hành chính cấp xã của tỉnh Hưng Yên năm 2025. Theo đó, sắp xếp toàn bộ diện tích tự nhiên, quy mô dân số của các xã Thụy Trường, Thụy Xuân, An Tân và Hồng Dũng thành xã mới có tên gọi là xã Đông Thụy Anh.